# Federico Enrico
Federico Enrico (Torino, 1909 – Campagna italiana di Grecia, 30 novembre 1940) è stato un militare italiano, insignito della medaglia d'oro al valor militare alla memoria nel corso della seconda guerra mondiale.

## Biografia
Nacque a Torino nel 1909, figlio di Luigi e Giuseppina Roggero. Dopo aver conseguito il diploma di perito chimico industriale a Torino, venne ammesso a frequentare la Scuola allievi ufficiali di complemento del III Corpo d'armata nel gennaio del 1930 e nel luglio successivo fu promosso sottotenente, assegnato al 4º Reggimento bersaglieri. Congedato l'anno successivo, venne assunto come perito chimico presso l'Azienda Chinino dello Stato. Nel maggio del 1935, in vista dello scoppio della guerra d'Etiopia, otteneva di essere richiamato alle armi e nello stesso mese partiva per l'Africa Orientale, assegnato al XVIII Battaglione eritreo. Rientrato in Patria con il grado di tenente nel febbraio del 1937, decorato con una medaglia di bronzo al valor militare, venne ammesso a frequentare i corsi presso l'Regia Accademia Militare di Fanteria e Cavalleria di Modena, da cui uscì con il grado di sottotenente in servizio permanente effettivo. Destinato all'11º Reggimento alpini entrò in servizio presso il battaglione alpini "Bassano", venendo promosso tenente nel maggio 1939. Mobilitato nel giugno 1940, con lo scoppio della guerra contro Francia e Gran Bretagna, prendeva parte alle operazioni di guerra sulla frontiera alpina occidentale meritandosi un encomio solenne. Il 25 novembre dello stesso anno, assunto il comando di una compagnia del battaglione "Bassano", si imbarcò a Brindisi per l'Albania. Cadde in combattimento il 30 novembre 1940, dopo essersi lanciato tre volte all'attacco alla testa del proprio reparto, riuscendo insieme ai propri uomini a respingere l'attacco nemico.

### Fonti
1. ↑  Gruppo Medaglie d'Oro al Valore Militare 1965, p. 476.
2. 1 2  Combattenti Liberazione.
3. 1 2  Bianchi, Cattaneo 2011, p. 230.
4. 1 2 3 4 5  Bianchi, Cattaneo 2011, p. 231.
5. ↑  Registrato alla Corte dei conti il 9 settembre 1941, guerra, registro 29, foglio 121.
6. ↑   ENRICO Federico, Medaglia d'oro al valor militare, su quirinale.it. URL consultato il 23 gennaio 2023.